# رود ایاز
رود ایاز (به لاتین: Ayase River) یک رود در ژاپن است که در منطقه کانتو واقع شده‌است.